# Film Fest Gent 2024

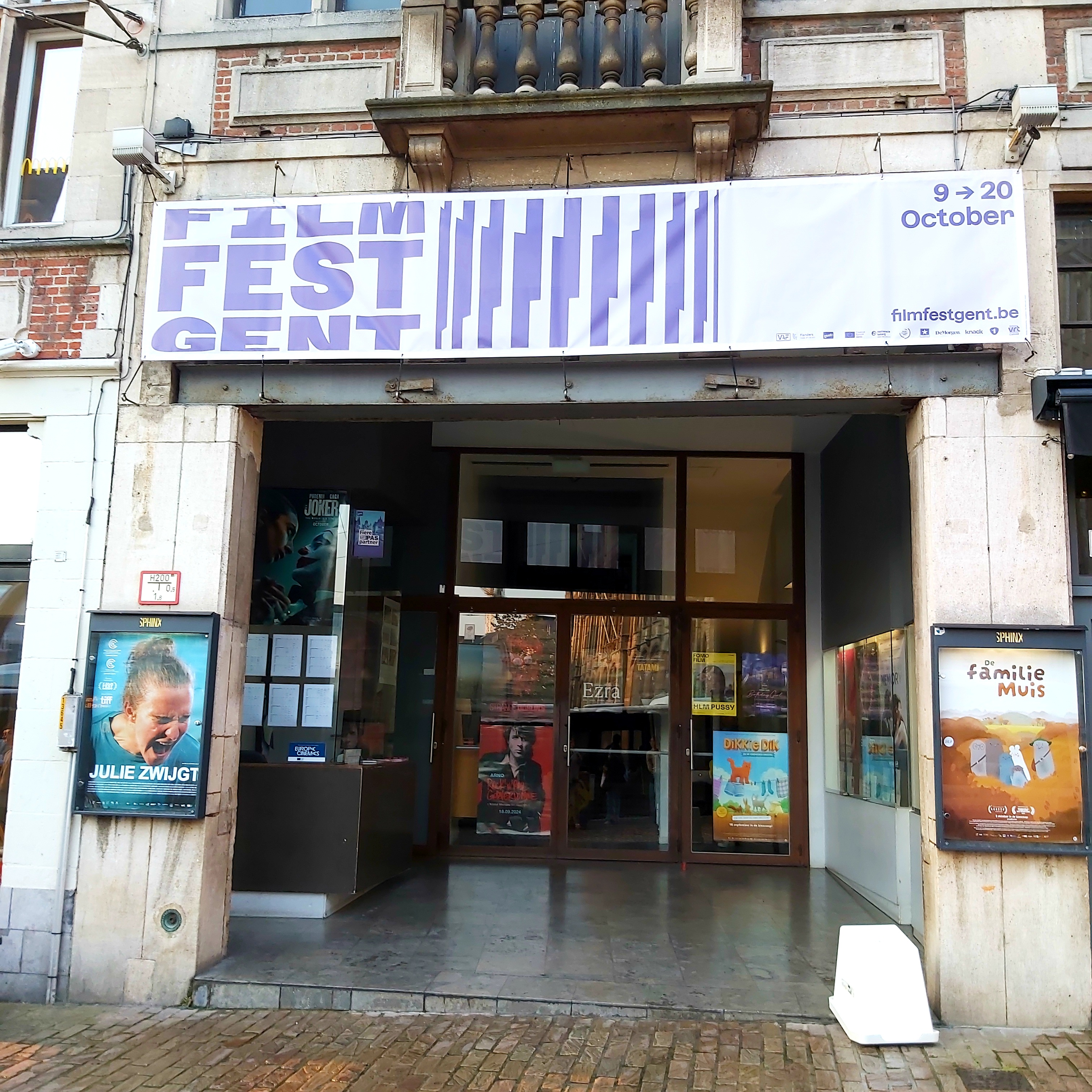
Cinema Sphinx Gent

Het 51ste Film Fest Gent is een internationaal filmfestival dat plaats vond in het Oost-Vlaamse Gent van 9 tot 20 oktober 2024. Het festival ging door in Kinepolis Gent, Studio Skoop, Sphinx-cinema, het Kunstencentrum VIERNULVIER en de KASK Cinema en omvatte behalve films en kortfilms ook lezingen, concerten en andere muzikale uitvoeringen.
Het festival opende op 9 oktober met de film Small Things Like These van Tim Mielants en sloot op 19 oktober af met Waarom Wettelen?, het speelfilmregiedebuut van Dimitri Verhulst.

## Competitie

### Jury
De internationale jury bestond uit:
| Naam    | Naam                         | Beroep                       | Land                  |
| ------- | ---------------------------- | ---------------------------- | --------------------- |
| nothumb | Robbie Ryan (juryvoorzitter) | Director of photography      | Ierland               |
| nothumb | Bas Devos                    | Regisseur, scenarioschrijver | België                |
| nothumb | Huang Lu                     | Actrice                      | China                 |
| nothumb | Maria Kavtaradze             | Regisseur, scenarioschrijver | Litouwen              |
| nothumb | Valentina Maurel             | Regisseur, scenarioschrijver | Costa Rica- Frankrijk |
| nothumb | Rodrigo Moreno               | Regisseur, scenarioschrijver | Argentinië            |

### Deelnemers
Volgende films deden mee aan de competitie:
| Film                            | Regisseur                     | Land                                                                  | Prijs |
| ------------------------------- | ----------------------------- | --------------------------------------------------------------------- | ----- |
| Christmas Eve in Miller's Point | Tyler Taormina                | Verenigde Staten                                                      |       |
| Grand Tour                      | Miguel Gomes                  | Portugal / Italië / Frankrijk / Duitsland / Japan / China             |       |
| Hanami                          | Denise Fernandes              | Zwitserland / Portugal / Kaapverdië                                   |       |
| Hold on to Her                  | Robin Vanbesien               | België                                                                |       |
| Maldoror                        | Fabrice Du Welz               | België / Frankrijk                                                    |       |
| The Outrun                      | Nora Fingscheidt              | Verenigd Koninkrijk / Duitsland                                       |       |
| September Says                  | Ariane Labed                  | Frankrijk / Griekenland / Ierland / Duitsland / Verenigd Koninkrijk   |       |
| Super Happy Forever             | Kohei Igarashi                | Japan / Frankrijk                                                     |       |
| Des Teufels Bad                 | Severin Fiala, Veronika Franz | Oostenrijk / Duitsland                                                |       |
| To a Land Unknown               | Mahdi Fleifel                 | Verenigd Koninkrijk / Duitsland / Frankrijk / Griekenland / Nederland |       |
| Universal Language              | Matthew Rankin                | Canada                                                                |       |
| Vermiglio                       | Maura Delpero                 | Italië / Frankrijk / België                                           |       |

## Galas & Specials
| Film                                   | Regisseur                                             | Land                                                           |
| -------------------------------------- | ----------------------------------------------------- | -------------------------------------------------------------- |
| L'Amour ouf                            | Gilles Lellouche                                      | Frankrijk / België                                             |
| Animale                                | Emma Benestan                                         | Frankrijk / België / Saoedi-Arabië                             |
| Anora                                  | Sean Baker                                            | Verenigde Staten                                               |
| The Apprentice                         | Ali Abbasi                                            | Canada / Denemarken / Ierland                                  |
| Bird                                   | Andra Arnold                                          | Verenigd Koninkrijk / Verenigde Staten / Frankrijk / Duitsland |
| Blitz                                  | Steve MxQueen                                         | Verenigd Koninkrijk / Verenigde Staten                         |
| BXL                                    | Ish Ait Hamou en Monir Ait Hamou                      | België                                                         |
| Conclave                               | Edward Berger                                         | Verenigd Koninkrijk - Verenigde Staten                         |
| Crossing Istanbul                      | Levan Akin                                            | Zweden / Denemarken / Frankrijk / Turkije / Georgië            |
| A Different Man                        | Aaron Schimberg                                       | Verenigde Staten                                               |
| Les Femmes au balcon                   | Noémie Merlant                                        | Frankrijk                                                      |
| Good One                               | India Donaldson                                       | Verenigde Staten                                               |
| The Jacket                             | Mathijs Poppe                                         | België / Libanon / Nederland / Frankrijk                       |
| Julie zwijgt                           | Leonardo Van Dijl                                     | België - Zweden                                                |
| De laatste Joodse zomer                | Thom Vander Beken                                     | België                                                         |
| Maria                                  | Pablo Larraín                                         | Verenigde Staten / Italië / Duitsland                          |
| Milano                                 | Christina Vandekerckhove                              | België                                                         |
| Miséricorde                            | Alain Guiraudi                                        | Frankrijk / Spanje / Portugal                                  |
| Keyke mahboobe man (My Favourite Cake) | Maryam Moghaddam, Behtash Sanaeeha                    | Iran / Frankrijk / Zwitserland / Duitsland                     |
| No Other Land                          | Basel Adra, Hamdan Ballal, Yuval Abraham, Rachel Zsor | Palestina / Noorwegen                                          |
| Poison                                 | Désirée Nosbusch                                      | Luxemburg / Nederland / Duitsland                              |
| Presence                               | Steven Soderbergh                                     | Verenigde Staten                                               |
| A Real Pain                            | Jesse Eisenberg                                       | Verenigde Staten / Polen                                       |
| The Room Next Door                     | Pedro Almodóvar                                       | Spanje                                                         |
| Een schitterend gebrek                 | Michiel van Erp                                       | Nederland / België / Italië                                    |
| Sex                                    | Dag Johan Haugerud                                    | Noorwegen                                                      |
| Small Things Like These                | Tim Mielants                                          | België - Ierland                                               |
| The Substance                          | Coralie Fargeat                                       | Verenigde Staten / Verenigd Koninkrijk / Frankrijk             |
| Vingt Dieux                            | Louise Courvoisier                                    | Frankrijk                                                      |
| Waarom Wettelen                        | Dimitri Verhulst                                      | België                                                         |
| Ljósbrot (When the Lights Break)       | Rúnar Rúnarsson                                       | IJsland / Nederland / Kroatië / Frankrijk                      |

## Officiële selectie
| Film                                            | Regisseur                         | Land                                                                                             |
| ----------------------------------------------- | --------------------------------- | ------------------------------------------------------------------------------------------------ |
| 78 Dana (78 Days)                               | Emilija Gašić                     | Zweden                                                                                           |
| Abiding Nowhere                                 | Tsai Ling-Liang                   | Taiwan / Verenigde Staten                                                                        |
| All Shall Be Well                               | Ray Yeung                         | Hongkong / China                                                                                 |
| Ana + yek                                       | Zohra Benhammou, Romy Mana        | België                                                                                           |
| Comme le feu                                    | Philippe Lesage                   | Canada / Frankrijk                                                                               |
| Cu Li Never Cries                               | Pham Ngoc Lan                     | Vietnam / Singapore / Frankrijk / Filipijnen / Noorwegen                                         |
| Les dames blanches                              | Camille Ghekiere                  | België                                                                                           |
| Direct Action                                   | Ben Russell, Guillaume Cailleau   | Frankrijk / Duitsland                                                                            |
| East of Noon (Sharq 12)                         | Hala Elkoussy                     | Egypte / Nederland                                                                               |
| Favoriten                                       | Ruth Beckermann                   | Oostenrijk                                                                                       |
| Der Fleck                                       | Willy Hans                        | Duitsland / Zwitserland                                                                          |
| Führer und Verführer                            | Joachim Lang                      | Duitsland                                                                                        |
| L'histoire de Souleymane                        | Boris Lojkine                     | Frankrijk                                                                                        |
| In Liebe, Eure Hilde                            | Andreas Dresen                    | Duitsland                                                                                        |
| Kouté vwa                                       | Maxime Jean-Baptiste              | België / Frankrijk                                                                               |
| The Landscape and the Fury                      | Nicole Vögele                     | Zwitserland                                                                                      |
| Last Swim                                       | Sasha Nathwani                    | Verenigd Koninkrijk                                                                              |
| Memoir of a Snail                               | Adam Elliot                       | Australië                                                                                        |
| Mond                                            | Kurdwin Ayub                      | Oostenrijk                                                                                       |
| Pepe                                            | Nelson Carlos de Los Santos Arias | Dominicaanse Republiek / Namibië / Duitsland / Frankrijk                                         |
| Les Reines du drama                             | Alexis Langlois                   | Frankrijk / België                                                                               |
| Riefenstahl                                     | Andres Veiel                      | Duitsland                                                                                        |
| Le Royaume                                      | Julien Colonna                    | Frankrijk                                                                                        |
| Sasquatch Sunset                                | Nathan Zellner, David Zellner     | Verenigde Staten                                                                                 |
| Sebastian                                       | Mikko Mäkelä                      | Verenigd Koninkrijk / Finland / België                                                           |
| Der Spatz im Kamin (The Sparrow in the Chimney) | Ramon Zürcher                     | Zwitserland                                                                                      |
| Akiplėša (Toxic)                                | Saulé Bliuvaité                   | Litouwen                                                                                         |
| Yeohaengjaui pilyo (A Traveler's Needs)         | Hong Sang-soo                     | Zuid-Korea                                                                                       |
| Tú me abrasas                                   | Matias Piñiero                    | Argentinië / Spanje                                                                              |
| Twittering Soul                                 | Deimantas Narkevičius             | Litouwen                                                                                         |
| Viet and Nam                                    | Truong Minh Quý                   | Vietnam / Filipijnen / Singapore / Frankrijk / Nederland / Italië / Duitsland / Verenigde Staten |
| The Village Next to Paradise                    | Mo Harawe                         | Oostenrijk / Frankrijk / Duitsland / Somalië                                                     |
| Was hast du gestern geträumt, Parajanov?        | Faraz Fesharaki                   | Duitsland                                                                                        |

## Classics
Het thema van 2024 legde de focus op de Amerikaanse samenzweringsthrillers en de American Dream/American Nightmare.
| Film                                                                 | Regisseur             | Jaar |
| -------------------------------------------------------------------- | --------------------- | ---- |
| On the Beach                                                         | Stanley Kramer        | 1959 |
| The Manchurian Candidate                                             | John Frankenheimer    | 1962 |
| Fail Safe                                                            | Sidney Lumet          | 1964 |
| Seven Days in May                                                    | John Frankenheimer    | 1964 |
| The Best Man                                                         | Franklin J. Schaffner | 1964 |
| Dr. Strangelove or: How I Learned to Stop Worrying and Love the Bomb | Stanley Kubrick       | 1964 |
| The Parallax View                                                    | Alan J. Pakula        | 1974 |
| Three Days of the Condor                                             | Sydney Pollack        | 1975 |
| Winter Kills                                                         | William Richert       | 1979 |
| Blow Out                                                             | Brian De Palma        | 1981 |
| Reds                                                                 | Warren Beatty         | 1981 |
| Nixon                                                                | Oliver Stone          | 1995 |
| Starship Troopers                                                    | Paul Verhoeven        | 1997 |
| Thirteen Days                                                        | Roger Donaldson       | 2000 |
| The Manchurian Candidate                                             | Jonathan Demme        | 2004 |

## Prijzen
- Grote Prijs voor Beste Film: Super Happy Forever van Kohei Igarashi (-)[4]
- Georges Delerue Prijs voor de Beste Muziek en Sound Design: Grand Tour van Miguel Gomes (-----)[4]
- Joseph Plateau Honorary Award voor Emily Watson en Michel Khleifi
- Award for Best International Short: Goodbye First Love van Shuli Huang
- International Short Film Competition - Special Mention: And How Miserable is the Home of Evil van Saleh Kashefi
- Award for Best Belgian Student Short: Dreams About Putin van Nastia Korkia en Vlad Fishez
- Audience Award for Best Belgian Student Short: The World is My Idea van Alexander Wolfgang Smadja
- Publieksprijs: BXL van Ish Ait Hamou en Monir Ait Hamou ()